# Tina
Tina je žensko osebno ime.

## Slovenske različice
Tinkara, Tinca, Tinica, Tinka, Tinika so tvorjenke imena Tina.

## Tujejezične različice
Tyne, Tyna

## Izvor imena
Ime Tina je lahko skrajšana oblika iz imen na -tina, npr. Kristina, Martina, Valentina, lahko pa izvira iz staroangleške oblike imena »Tyne, Tyna«, ki pomeni reka.

## Osebni praznik
V koledarju je ime Tina uvrščeno k imenom Martin, Martina, Valentin, Valentina, Klementin, Klementina in Kristina.

## Pogostnost imena
Po podatkih SURSa je bilo v Sloveniji na dan 31. decembra 2007 7.427 oseb z imenom Tina, 47 nosilk imena Tinca, 6 nosilk imena Tinica in 208 nosilk imena Tinka. Ime Tina je bilo na ta dan po pogostosti uporabe na 28. mestu. 

## Zanimivost
V ljudskih posmehuljah  imajo imena Tina, Tinka, Tinčica rime: Tinka-petelinka, Tinčica-Minčica itd.
Ime Tinkara se je uveljavilo skupaj z imenom Rožle po zaslugi Vandotovih povesti o Kekecu in po njih posnetih filmih.

## Znane osebe z imenom Tina
Tina Karol, Tina Kogovšek, Tina Košir, Tina Maze, Tina Turner